# Edgar Buchwalder
Edgar Buchwalder (n. 2 august 1916, Kleinlützel⁠(d), Cantonul Solothurn, Elveția – d. 9 aprilie 2009, Dornach, Cantonul Solothurn, Elveția) a fost un ciclist elvețian, medaliat olimpic. A participat la o ediție a Jocurilor Olimpice (1936) în care a câștigat o medalie de argint.

## Participări
Lista de mai jos prezintă principalele competiții la care a participat Edgar Buchwalder de-a lungul carierei.
- cycling at the 1936 Summer Olympics – men's team road race[*]